# Grand Chalet de Rossinière
Le Grand chalet de Rossinière (originellement appelé la « Grande Demeure » ou « Grande Maison ») est également connu sous le nom de Grand Chalet Balthus, du nom de son dernier propriétaire. Cette imposante habitation du XVIIIe siècle est située sur le territoire de la commune vaudoise de Rossinière, en Suisse. L'édifice est improprement appelé chalet depuis le XIXe siècle.

## Histoire
La maison a été construite entre 1752 à 1756 pour et par le curial (greffier de justice) Jean-David Henchoz. Ce propriétaire gère et agrandit le patrimoine familial qui comprend des forêts, des propriétés agricoles dans le fond de la vallée et de vastes alpages dont il rachète progressivement les parts des anciennes corporations paysannes. Il pratique également le commerce de fromage, et pour cela il a besoin de caves suffisantes pour centraliser et affiner la production provenant d’alpages situés jusque dans la haute vallée de l'Étivaz. La surface de ces caves va déterminer le volume du bâtiment auquel elles servent de soubassement. Le soubassement maçonné est l'œuvre de Gabriel Massar, la charpente de Joseph Genayne de Château-d'Œx, et les frises et les décorations peintes sont de Jean Raynaud et de son épouse Marie Perronet, de Château-d'Œx. Jean-David Henchoz n'en profitera toutefois guère, puisqu'il décède deux ans plus tard, sa famille le conservera cependant pendant environ 100 ans. 
En 1852, il est transformé en hôtel et prend le nom de « Grand Chalet », fréquenté par une clientèle internationale, dont Victor Hugo ou Léon Gambetta.
Le peintre Balthus l'acquiert en 1977 et il y reçoit de nombreux artistes. Il y vécut jusqu'à sa mort en 2001 avec sa femme devenue la comtesse Setsuko Klossowska de Rola et leur fille Harumi. 
Le chalet inscrit comme bien culturel suisse d'importance nationale, il a hébergé le fonds Balthus et de nombreuses manifestations, concerts et expositions s'y produisent :
- Bijoux et aquarelles d’Harumi - 22 février 2002
- La Jeunesse de Balthus - 21 septembre au 16 novembre 2003
- Henri Cartier-Bresson et Martine Franck - 4 juillet au 3 octobre 2004
- Les Desseins de Balthus - 26 juin au 30 octobre 2005
- La Magie du paysage - 2 juillet au 17 septembre 2006
- Le Mystère des Chats - 14 juillet au 16 septembre 2007
- Memorial Day - cérémonie de commémoration des 100 ans de Balthus - 29 février 2008

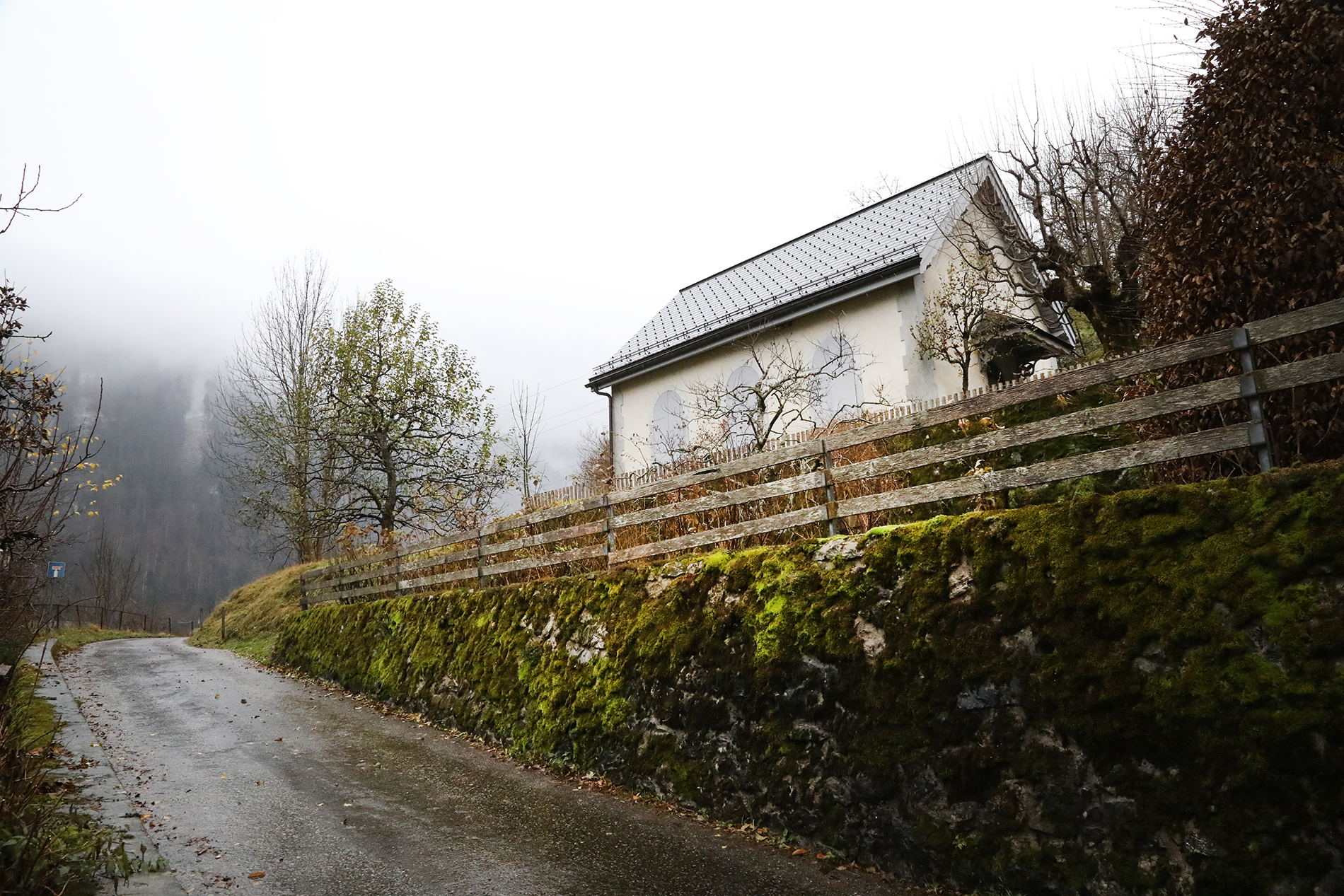
La chapelle Balthus à Rossinière

Depuis 2010, la Fonds Balthus a créé la Chapelle Balthus, mini-musée et lieu de recueillement et de ressources sur le peintre Balthus. De nombreux catalogues sont disponibles à la consultation, ainsi que des films réalisés sur Balthus, projetés dans l'édifice, grâce à un système interactif. On peut y découvrir le film de Wim Wenders sur l'atelier du peintre.

## Architecture
Les dimensions du bâtiment s'expliquent par sa destination première de cave à fromages, tout en bois pour l'entreposage et la commercialisation de 600 meules provenant de la vallée de L'Étivaz.
De facture artisanale locale à clavins, il est surtout caractéristique par sa taille (113 fenêtres pour 60 pièces dont 40 chambres habitables, 27 mètres de façade sur 5 étages, 20 mètres au faîte, 15 mètres de profondeur) et son toit pentu (200 m2) à réveillonnage et pans brisés.
Il a nécessité 750 m3 de bois en grume, soit plus de 200 épicéas, et 950 m2 de tavillons pour la couverture soit 70 épicéas de plus, pour un ensemble de près de 1 000 m3 coupés dans les forêts du propriétaire.
De nombreuses inscriptions figurent sur la façade avant. Elles comportent 2 800 caractères composées par David Henchoz lui-même, qui y exprime ses convictions chrétiennes personnelles. Il y mêle également des phrases tirées des œuvres d'Antoinette Des Houlières, poétesse française du XVIIe siècle.

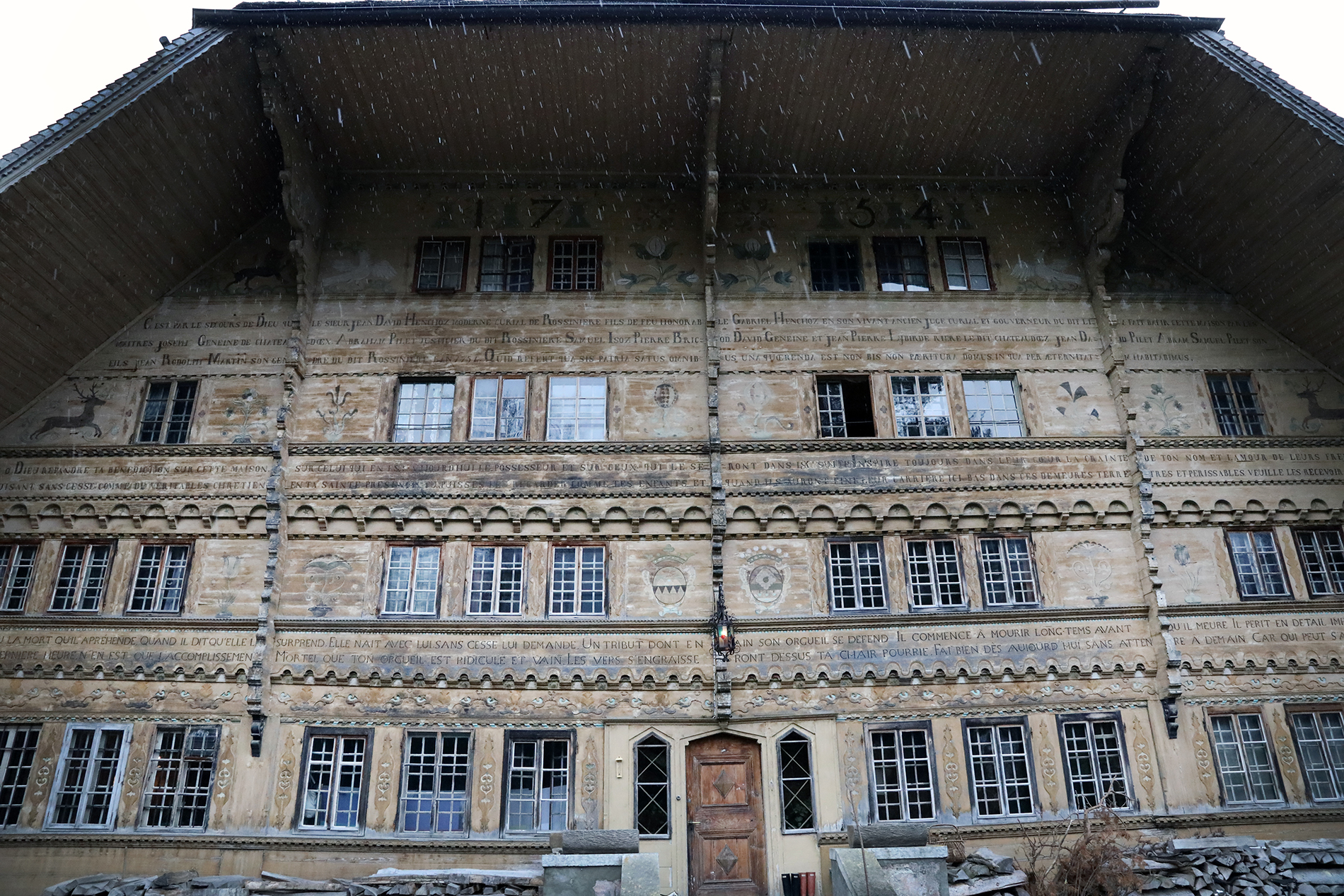
Le Grand Chalet sous la neige

## Site Internet
Fonds Balthus - site officiel http://www.fonds-balthus.com/